# المدرسة العلائية الشاطئية (بغداد)
المدرسة العلاثية الشاطئية مدرسة تاريخية في بغداد يعود تأسيسها إلى عهد المغول، وتحديداً عام 1265، أي بعد  سقوط بغداد بسبعة أعوام. بناها علاء الدين علي بن عبد المؤمن بن كردمير التركستاني، على شاطئ نهر دجلة، مقابل مدرسة أبي نجيب السهرودي بحضرة الجسر العتيق. وقد وصفها ابن الفوطي بأنها كانت جميلة البناء، شاهقة الأرجاء. وقد كانت من مدارس الجانب الشرقي. إلا أنها لم تعد موجودة اليوم.